# Лицький Осик
44°36′ пн. ш. 15°25′ сх. д. / 44.6° пн. ш. 15.41° сх. д.
Лицький Осик (хорв. Lički Osik) — населений пункт у Хорватії, у Лицько-Сенській жупанії у складі міста Госпич.

## Населення
Населення за даними перепису 2011 року становило 1 914 осіб.
Динаміка чисельності населення поселення:

## Клімат
Середня річна температура становить 8,84 °C, середня максимальна – 22,85 °C, а середня мінімальна – -7,23 °C. Середня річна кількість опадів – 1197 мм.
| Клімат поселення                              | Клімат поселення | Клімат поселення | Клімат поселення | Клімат поселення | Клімат поселення | Клімат поселення | Клімат поселення | Клімат поселення | Клімат поселення | Клімат поселення | Клімат поселення | Клімат поселення | Клімат поселення |
| Показник                                      | Січ.             | Лют.             | Бер.             | Квіт.            | Трав.            | Черв.            | Лип.             | Серп.            | Вер.             | Жовт.            | Лист.            | Груд.            |                  |
| Середній максимум, °C                         | 5,66             | 7,00             | 10,57            | 14,87            | 19,56            | 22,63            | 22,85            | 22,63            | 18,38            | 13,84            | 8,74             | 4,57             |                  |
| Середня температура, °C                       | −0,8             | 0,57             | 4,14             | 8,44             | 13,13            | 16,20            | 18,41            | 18,19            | 13,96            | 9,41             | 4,31             | 0,14             |                  |
| Середній мінімум, °C                          | −7,23            | −5,87            | −2,29            | 2,01             | 6,69             | 9,77             | 14,00            | 13,77            | 9,52             | 4,99             | −0,12            | −4,27            |                  |
| Норма опадів, мм                              | 91               | 89               | 88               | 94               | 84               | 83               | 53               | 73               | 122              | 138              | 157              | 125              |                  |
| Середньомісячна швидкість вітру, м/с          | 2.24             | 2.36             | 2.59             | 2.51             | 2.31             | 2.11             | 2.10             | 1.98             | 2.08             | 2.20             | 2.46             | 2.47             |                  |
| Середньомісячна сонячна радіація, кДж/м²·день | 4603             | 7284             | 10738            | 15287            | 19408            | 21370            | 23319            | 20021            | 14713            | 9327             | 4907             | 3820             |                  |
| --------------------------------------------- | ---------------- | ---------------- | ---------------- | ---------------- | ---------------- | ---------------- | ---------------- | ---------------- | ---------------- | ---------------- | ---------------- | ---------------- | ---------------- |
| Джерело:                                      |                  |                  |                  |                  |                  |                  |                  |                  |                  |                  |                  |                  |                  |